# Ernest Airlines
Ernest Airlines — упразднённая бюджетная авиакомпания Италии, штаб-квартира которой расположена в Милане, Италия. Операционной базой перевозчика являлся аэропорт Милан-Мальпенса. Авиакомпания обслуживала итальянский, албанский, российский и украинский рынки. Основные рейсы осуществлялись между Италией и Албанией.

## История
Компания Ernest Spa (Эрнест Спа) была основана 16 октября 2015 года в Милане. Сначала, используя бренд FLYERNEST, компания продавала рейсы Италия — Албания совместно с другими итальянскими авиаперевозчиками (с 1 июля 2016 до 26 марта 2017 года), пока не получила разрешений и сертификатов как авиакомпания.
11 апреля 2017 года Национальное итальянское агентство гражданской авиации (ENAC) выдало лицензию авиакомпании на самолеты ERNEST AIRLINES и лицензию воздушного авиаперевозчика для перевозок пассажиров, грузов и почты.
1 июня 2017 года — первый день полетов ERNEST AIRLINES.
С 1 июня 2019 года авиакомпания летала в Москву (Внуково).
11 января 2020 года временно приостановила работу из-за отзыва лицензии.

## Направления
До 11 января 2020 года авиакомпания Ernest осуществляла рейсы по следующим направлениям:

## Флот
По состоянию на февраль 2019 года авиакомпания Ernest обслуживала рейсы следующими самолётами:
| Самолёт         | В эксплуатации | Заказано | Количество мест | Примечания |
| --------------- | -------------- | -------- | --------------- | ---------- |
| Airbus A319-100 | 1              | —        | 141             |            |
| Airbus A320-200 | 3              | 5        | 180             |            |
| Всего           | 4              | 5        |                 |            |

Также для выполнения рейсов иногда привлекались самолёты авиакомпаний-партнёров.